# Virovitica-Podravinas län
Virovitica-Podravinas län (kroatiska: Virovitičko-podravska županija) är ett av Kroatiens 21 län. Dess huvudort är Virovitica. Länet har 93 389 invånare (år 2001) och en yta på 2 021 km². 

## Administrativ indelning
Virovitica-Podravinas län är indelat i 3 städer och 13 kommuner.
- Städer:
  - Virovitica
  - Slatina
  - Orahovica

- Kommuner:
  - Pitomača
  - Špišić Bukovica
  - Lukač
  - Gradina
  - Suhopolje
  - Sopje
  - Voćin
  - Čađavica
  - Nova Bukovica
  - Crnac
  - Mikleuš
  - Čačinci
  - Zdenci